# Hugues Duboscq

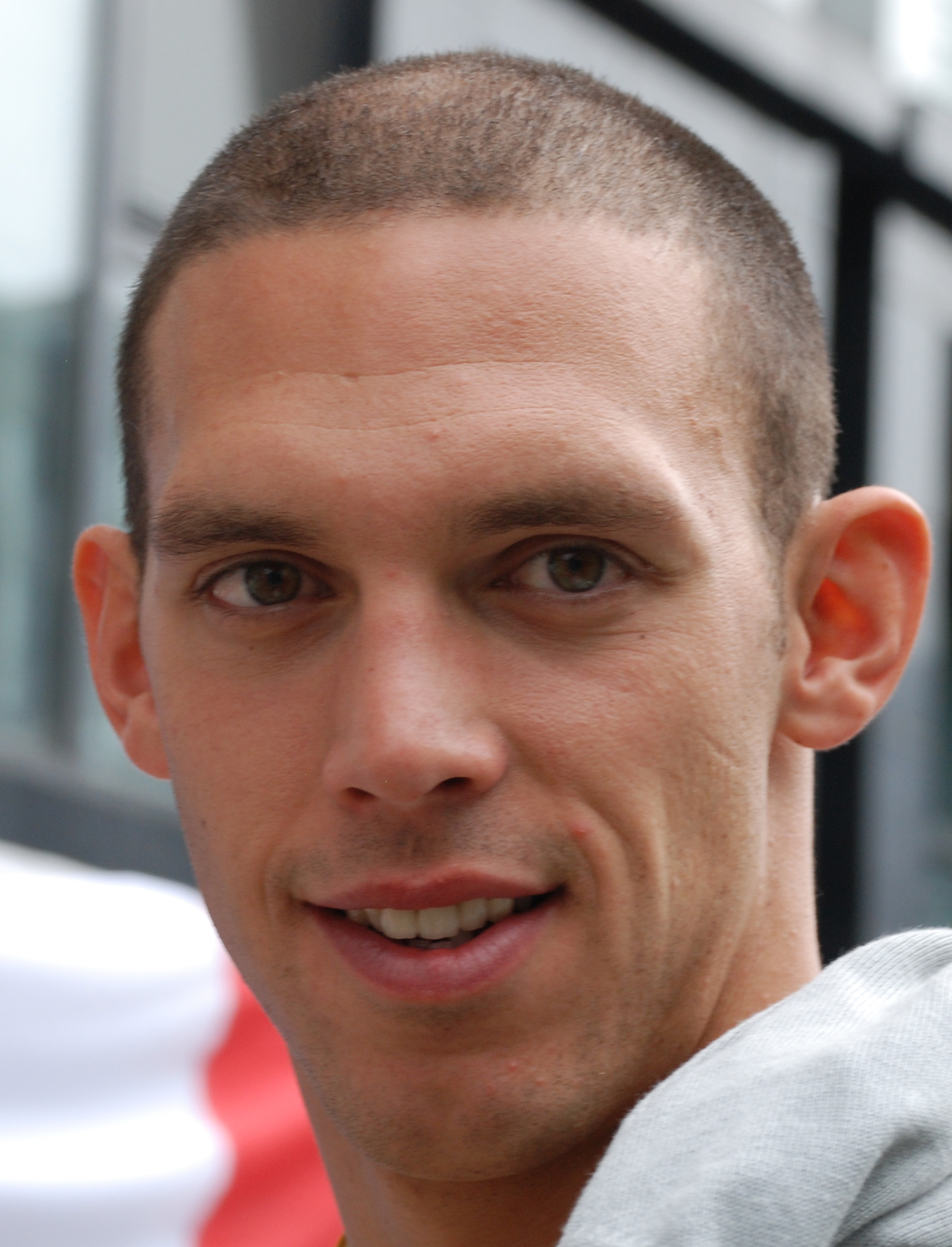
Hugues Duboscq, 2008.

Hugues Duboscq, född 29 augusti 1981 i Saint-Lô, är en fransk simmare. Han har vunnit tre bronsmedaljer i bröstsim vid OS i Aten 2004 och OS i Peking 2008. Duboscq har även vunnit flera medaljer i VM- och EM-sammanhang, nästan samtliga inom bröstsim.